# Sint-Lambertuskerk (Jemeppe-sur-Meuse)

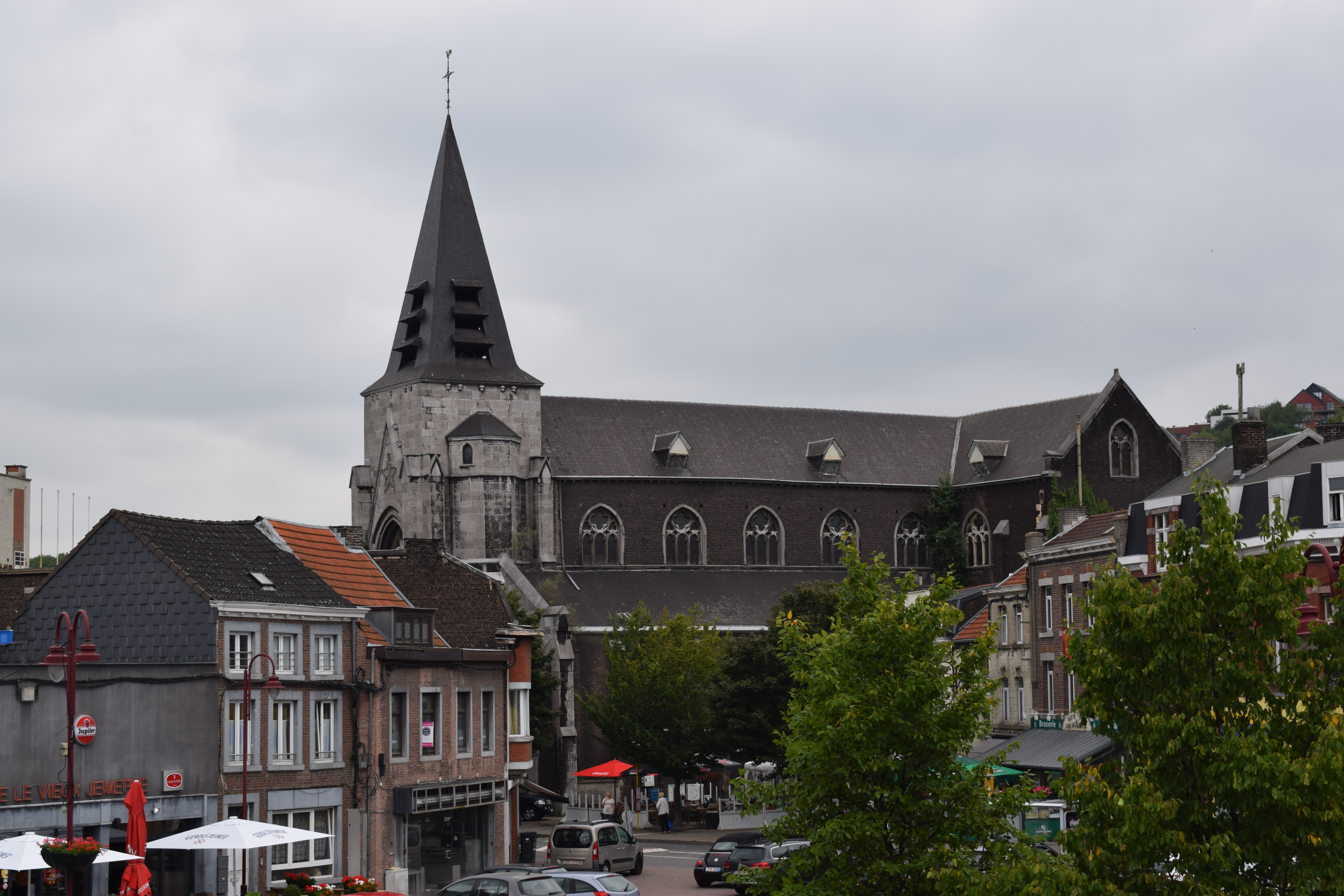
Sint-Lambertuskerk

De Sint-Lambertuskerk (Frans: Église Saint-Lambert) is de parochiekerk van Jemeppe-sur-Meuse in de Belgische provincie Luik, gelegen aan het Place des Quatre Grands 16.

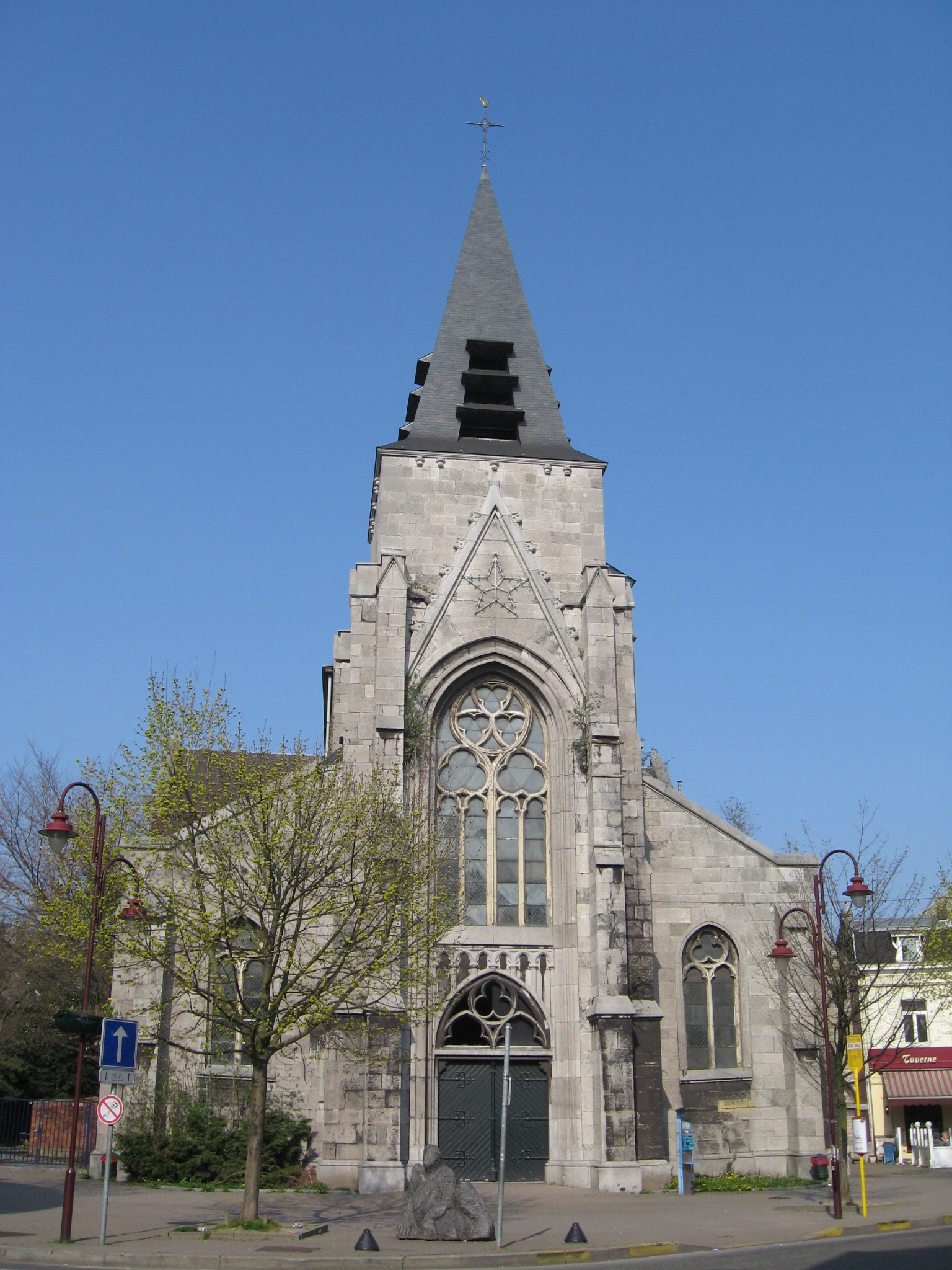
Vooraanzicht

De kerk werd gebouwd in 1876 naar ontwerp van Émile Demany. Het is een neogotische kruisbasiliek met veelhoekige koorafsluiting, uitgevoerd in baksteen. De voorgebouwde toren is opgetrokken in kalksteen, en deze werd in 1973 met één verdieping verlaagd.
Het kerkmeubilair is eveneens in neogotische stijl en vormt een gaaf geheel met de kerk.